# European Youth Press
Il European Youth Press (EYP) è una rete europea giovanile di organizzazioni attive nel settore dei media. La sua sede principale si trova a Berlino e precisamente in Alt-Moabit 89. L'organizzazione riceve il sostegno dell'Unione europea, del Consiglio d'Europa e del Europena Youth Foundation.

## Storia
Il EYP è un'associazione internazionale di organizzazioni di media giovanili nazionali, regionali e transnazionali in Europa. 
Come citato nello statuto i suoi obiettivi sono:
- Fornire supporto e assistenza a organizzazioni di media giovanili nazionali o regionali in Europa e organizzazioni di media che lavorano a livello transnazionale o europeo;
- Fornire informazione ai giovani grazie ai giovani stessi;
- Fornire scambio di conoscenze;
- Facilitare la cooperazione tra giovani giornalisti in Europa;
- Fornire formazione ed educazione ai giovani per favorire un'azione democratica e cosciente;
- Rafforzare il ruolo dei media giovanili in Europa;
- Rafforzare l'educazione ai media tra i giovani in Europa;
- Rafforzare la partecipazione dei giovani;
- Sostenere la reciproca comprensione internazionale, in particolare in merito alle idee sulla collaborazione tra i popoli e la pace;
- Sostenere la realizzazione del diritto costituzionale alla libertà di parola;
- Migliorare la realizzazione degli obiettivi della Carta europea dei diritti umani, in particolare la libertà di parola e di stampa;
- Rafforzare la cooperazione con varie organizzazioni partner;
- Rappresentare i bisogni delle organizzazioni mediatiche nazionali e transnazionali o europee nei confronti di istituzioni pubbliche e politiche.[2]

I membri sono di due tipi: i membri ufficiali e i membri osservatori. 
- Possono diventare membri solo le organizzazioni nazionali europee di giovani media makers, i cui scopi e obiettivi corrispondono a quelli dell'associazione, attive da più di un anno e che risultano politicamente indipendenti. Queste organizzazioni devono inoltre avere più di 50 membri individuali e lavorare in più di cinque paesi europei. I candidati che richiedono l'adesione hanno lo statuto di membri osservatori per un anno prima di diventare membri ufficiali. La ratifica a membro ufficiale avviene a seguito della votazione dell'Assemblea Generale.
- Possono richiedere lo statuto di membri osservatori le organizzazioni di media giovanili che non soddisfano i criteri per la piena adesione.

Per l'Italia sono membri ufficiali il Youth Press Italy e Scambieuropei.